# Dálnice 5 (Izrael)

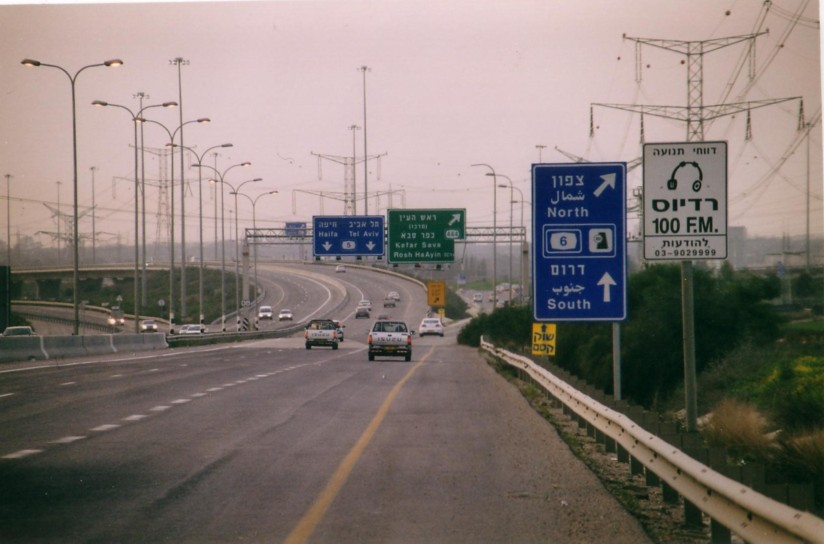
Křižovatka Keserem

Dálnice 5 (hebrejsky כביש 5; Kviš 5), či Trans-Samařská dálnice (hebrejsky כביש חוצה שומרון, Kviš Choce Šomron) je jednou z hlavních izraelských dálnic spojujících středomořské pobřeží severně od Tel Avivu s centrální Šaronskou planinou, Arielem a dalšími izraelskými osadami v severní části Západního břehu Jordánu, známé pod biblickým označení Samařsko.
Tato, v každém směru tří až pěti-proudá, dálnice zpočátku dosahovala pouze zelené linie (hranice mezi Izraelem a Západním břehem Jordánu) a sloužila především pro obslužnost hustě zalidněné metropolitní oblasti Guš Dan. Na Západním břehu byla stále hlavní silnicí stará silnice číslo 505, která je v současnosti částečně uzavřena kvůli židovské přepravě. Počátkem 90. let došlo, v souvislosti s růstem města Ariel a dalších okolních osad, k potřebě vybudování moderní silnice, která by uspokojila požadavky místních více než jednoproudá silnice č. 505. Z toho důvodu byla dálnice 5 prodloužena přibližně o 20 kilometrů východně od zelené linie tak, že končí na dohled od Arielu a slouží jako obslužná komunikace největšímu bloku izraelských osad v severní části Západním břehu. Do její spádové oblasti připadá na 50 tisíc lidí a průmyslová zóna Barkan. K dnešnímu dni je tato dostavba dálnice jedním z největších infrastrukturních projektů, které Izrael na území distriktu Judeje a Samaří podnikl.